# Susanne Langer
Susanne Katherina Langer (geboren Knauth) (Manhattan (New York), 20 december 1895 — Old Lyme (Connecticut), 17 juli 1985) was een Amerikaanse cultuurfilosoof. Ze is bekend geworden met haar boek Philosophy in a New Key uit 1942.
Langer is geboren in Manhattan, studeerde aan het Radcliffe College en promoveerde aan Harvard in 1926. Ze doceerde op Radcliffe, Wellesley College, Smith College en Columbia.
Van 1952 tot 1962 was ze hoogleraar filosofie aan het Connecticut College.